# Mittelhammer (Stadtsteinach)
Mittelhammer ist ein Gemeindeteil der Stadt Stadtsteinach im Landkreis Kulmbach (Oberfranken, Bayern). Mittelhammer liegt in der Gemarkung Stadtsteinach.

## Geografie
Die Einöde liegt im tief eingeschnittenen Tal der Unteren Steinach und ist von bewaldeten Anhöhen umgeben, die zu den südlichen Ausläufern des Frankenwaldes zählen. Auf einem Bergsporn unmittelbar östlich des Ortes befindet sich die Burgruine Nordeck. Das Gebiet steht unter Naturschutz. Ein Anliegerweg führt nach Hochofen (0,8 km südlich). Ein Wirtschaftsweg führt nach Oberhammer (0,6 km östlich).

## Geschichte
Mit dem Gemeindeedikt wurde Mittelhammer dem 1808 gebildeten Steuerdistrikt Stadtsteinach und der 1811 gebildeten Ruralgemeinde Stadtsteinach zugewiesen.
Ursprünglich betrieb die Mühle einen Eisenhammer. Zu Beginn des 19. Jahrhunderts wurde sie stillgelegt. 1865 wurde sie vom Papiermacher Johann Meibeyer gekauft und zur Papiermühle umgerüstet. Seit 1877 gibt es eine Papierfabrik. 1984 wurde die Mühle stillgelegt.

### Einwohnerentwicklung
| Jahr      | 001861 | 001871 | 001885 | 001900 | 001925 | 001950 | 001961 | 001970 | 001987 |
| Einwohner | 12     | 14     | 7      | 12     | 2      | 10     | 8      | 7      | 0      |
| Häuser    |        |        | 1      | 1      | 1      | 1      | 1      |        | 1      |
| Quelle    | [ 8 ]  | [ 9 ]  | [ 10 ] | [ 11 ] | [ 12 ] | [ 13 ] | [ 14 ] | [ 15 ] | [ 1 ]  |

## Religion
Mittelhammer ist katholisch geprägt und nach St. Michael (Stadtsteinach) gepfarrt.